# White Heat
White Heat is een film noir uit 1949 van regisseur Raoul Walsh. De hoofdrollen worden vertolkt door James Cagney, Virginia Mayo en Edmond O'Brien.
Het filmlandschap was enorm veranderd sinds Cagneys laatste gangsterfilms: Angels with Dirty Faces (1938) en The Roaring Twenties (1939). Daarom besloot de acteur om ook zijn personage aan te passen aan de nieuwe tijdgeest. Geen romantisering meer en dus werd Cody Jarrett geen crimineel met enkele goede aspecten, maar wel een psychopathische moordenaar. Achteraf zei Cagney dat hij zijn rol gebaseerd had op onder anderen zijn alcoholverslaafde vader.

## Verhaal
De psychopathische gangster Arthur 'Cody' Jarrett lijdt aan een oedipuscomplex. Tijdens een treinroof schieten Cody en zijn handlangers vier mensen dood en gaan ze aan de haal met een enorm fortuin. De politie gaat op zoek naar Cody en zijn bende. Maar uiteindelijk geeft de gangster zichzelf aan. Omdat Cody niet naar de gaskamer wil, laat hij zich in een andere staat veroordelen voor een kleine misdaad. Zo hoeft hij slechts twee jaar de gevangenis in.
Maar de FBI geeft niet op en wil weten waar Cody het geld heeft verstopt. Daarom sturen ze de geheim agent Hank Fallon naar dezelfde gevangenis als Cody. Fallon neemt een andere identiteit aan en doet zich voor als Vic Pardo, een veroordeelde misdadiger. Hij wordt al gauw goed bevriend met Cody, die hem beschouwt als zijn kleine broer. Big Ed Somers, de rechterhand van Cody, wil de bende overnemen en aan de haal gaan met Cody's vriendin Verna. Big Ed geeft de opdracht om hem in de gevangenis te vermoorden, maar Cody kan dankzij de hulp van Vic Pardo aan de aanslag ontkomen.
Cody houdt het niet langer uit in de gevangenis en wil ontsnappen. Even later komt hij te weten dat zijn moeder gestorven is. Wat hij niet weet, is dat ze doodgeschoten werd door Verna. Cody wordt gek en is vastbesloten te ontsnappen. Samen met Vic Pardo gijzelt hij enkele mensen tijdens zijn vlucht naar de vrijheid.
Wanneer hij thuis aankomt, vermoedt Cody dat Big Ed de moordenaar is van zijn moeder. Verna speelt het spel slim en schuift de schuld in de schoenen van Big Ed. Cody aarzelt niet en vermoordt Big Ed. Vervolgens werkt hij samen met zijn nieuwe partner, Vic Pardo, aan zijn volgende grote slag. Hij wil een chemische fabriek overvallen. Een zelfverzekerde Cody wordt gek wanneer hij beseft dat Vic Pardo voor de FBI werkt. Hij vlucht en kruipt op een enorme gastank. Wanneer een schutter van de politie enkele rake schoten lost, begint Cody op gastank te schieten en roept "Made it, Ma! Top of the world!". Waarna de gastank explodeert en zo Cody doodt.

## Rolverdeling
| Acteur            | Personage             |
| ----------------- | --------------------- |
| James Cagney      | Arthur 'Cody' Jarrett |
| Virginia Mayo     | Verna Jarrett         |
| Edmond O'Brien    | Vic Pardo             |
| Margaret Wycherly | Ma Jarrett            |
| Steve Cochran     | Big Ed Somers         |
| John Archer       | Philip Evans          |
| Wally Cassell     | 'Cotton' Valletti     |
| Fred Clark        | Daniel Winston        |

## Inspiraties
- Crimineel Arthur Baker, zoon van misdadigster Kate Barker.
- Francis Crowley, een moordenaar uit New York, die in 1931 betrokken raakte bij een hevig vuurgevecht met de politie. Hij was toen 19 jaar. Crowley werd opgepakt en op 21 januari 1932 ter dood veroordeeld. Zijn laatste woorden waren: "Send my love to my mother."

## Oscarnominatie
- Best Writing, Motion Picture Story - Virginia Kellogg

## Feiten
- De nauwe band die Cody met zijn moeder heeft, is gebaseerd op de beruchte misdadigster Kate Barker en haar zonen.
- De scène waarin Cody verneemt dat z'n moeder gestorven is, werd door James Cagney geïmproviseerd. De nevenpersonages in die scène waren van niets op de hoogte en ook regisseur Raoul Walsh wist niet wat er ging gebeuren. De oorspronkelijke scène in het scenario was volgens Cagney niet goed genoeg en dus gaf hij de regisseur de opdracht om, wat er ook gebeurde, de camera's te laten draaien. Achteraf werd dit de bekendste scène uit de film.
- Een van de gedetineerden die Cody vertelt dat zijn moeder gestorven is, is de sportlegende Jim Thorpe.